# Daniel Gavela Abella
Daniel Gavela Abella (Peranzanes, El Bierzo, Lleó, 1948) és un periodista i empresari, actualment director general de Prisa Radio.

## Biografia
Va ser director general de la cadena de televisió espanyola Cuatro, entre 2006 i 2010. Va dirigir la SER entre 1994 a 2001 i posteriorment entre 2001 a 2006 i des de 2018, exerceix el càrrec de director general de Prisa Radio. Entre 2013 i 2018 va treballar com a productor executiu en la productora Ganga Producciones, en la qual exercia el càrrec d'adjunt a la presidència.
És llicenciat en Ciències Polítiques i Periodisme, ha treballat en altres mitjans com el diari El País. Fou guardonat amb l'Antena de Oro 1999.